# Haverstraw (Town, New York)
Haverstraw ist eine Stadt (Town) im Rockland County im Bundesstaat New York in den Vereinigten Staaten mit 12.037 Einwohnern (2012).

## Geographie
Haverstraw wird im Norden von Stony Point, im Osten vom Hudson River begrenzt und liegt rund 60 Kilometer nördlich des Zentrums von New York City.

## Geschichte
Der Name Haverstraw taucht bereits im Jahr 1616 auf einer Landkarte auf. Der Ort wurde von ersten niederländischen Siedlern Haverstroo genannt, was „Hafer-Stroh“ bedeutet und sich auf den in diesem Gebiet damals häufig wild wachsenden Hafer bezieht. 1666 verkauften die Lenni-Lenape-Indianer einige Landstriche entlang des Hudson River an Siedler, die daraufhin in der Gegend des heutigen Haverstraw kleinere Betriebe gründeten.
Zwischen 1771 und 1941 war Haverstraw das größte Zentrum der Ziegelherstellung in den USA, da große Mengen des Rohstoffs Ton an den Ufern des Hudson Rivers lagerten.
Heute ist Haverstraw eine vielschichtige Gemeinde, in der sich insbesondere Menschen aus Lateinamerika, Russland, Indien und Pakistan niedergelassen haben.

## Historische Bauwerke
Einige historische Bauwerke in Haverstraw sind im National Register of Historic Places eingetragen. Dazu zählen das US Post Office-Haverstraw, die Kings Daughters Public Library sowie The Homestead.

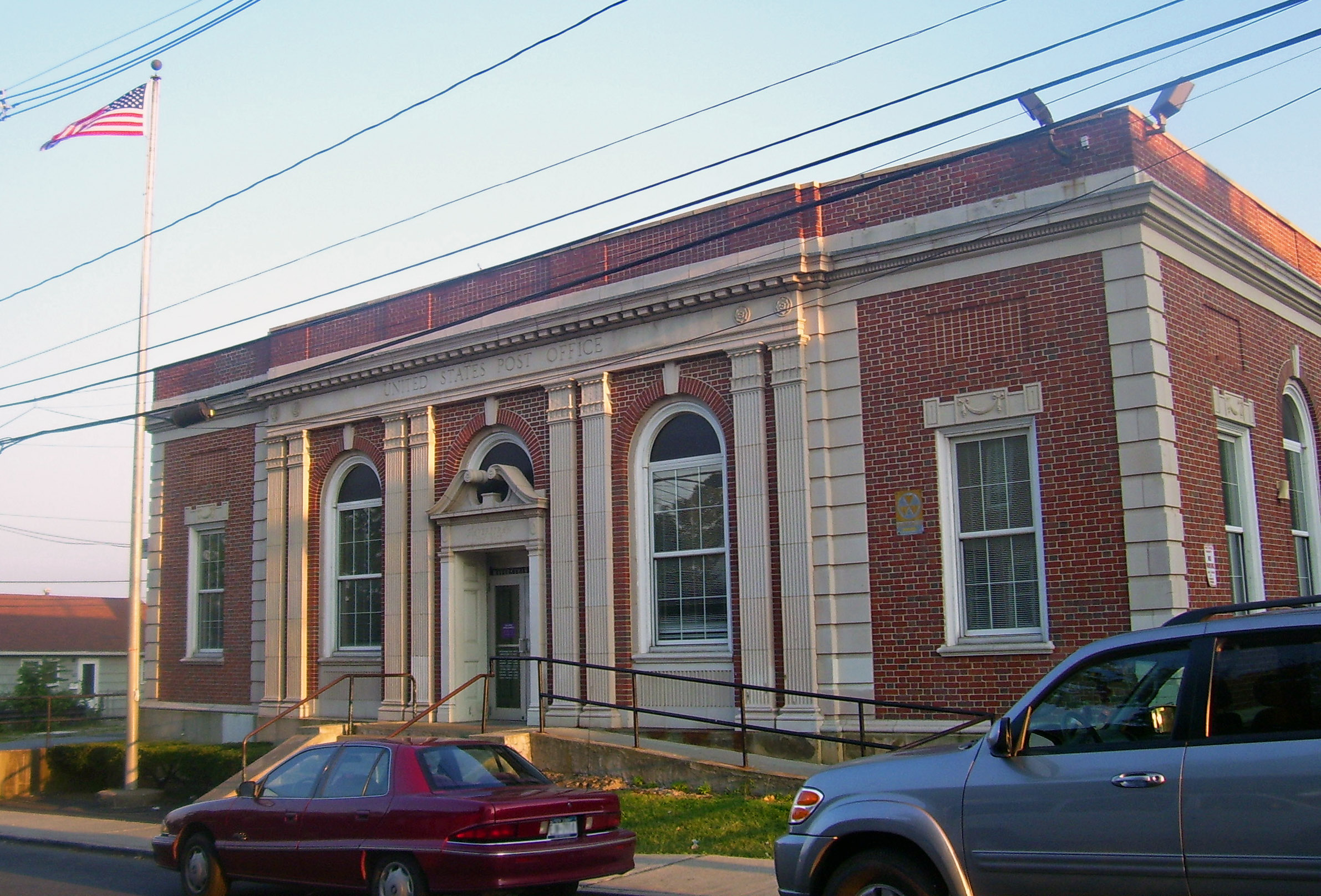
US Post Office-Haverstraw
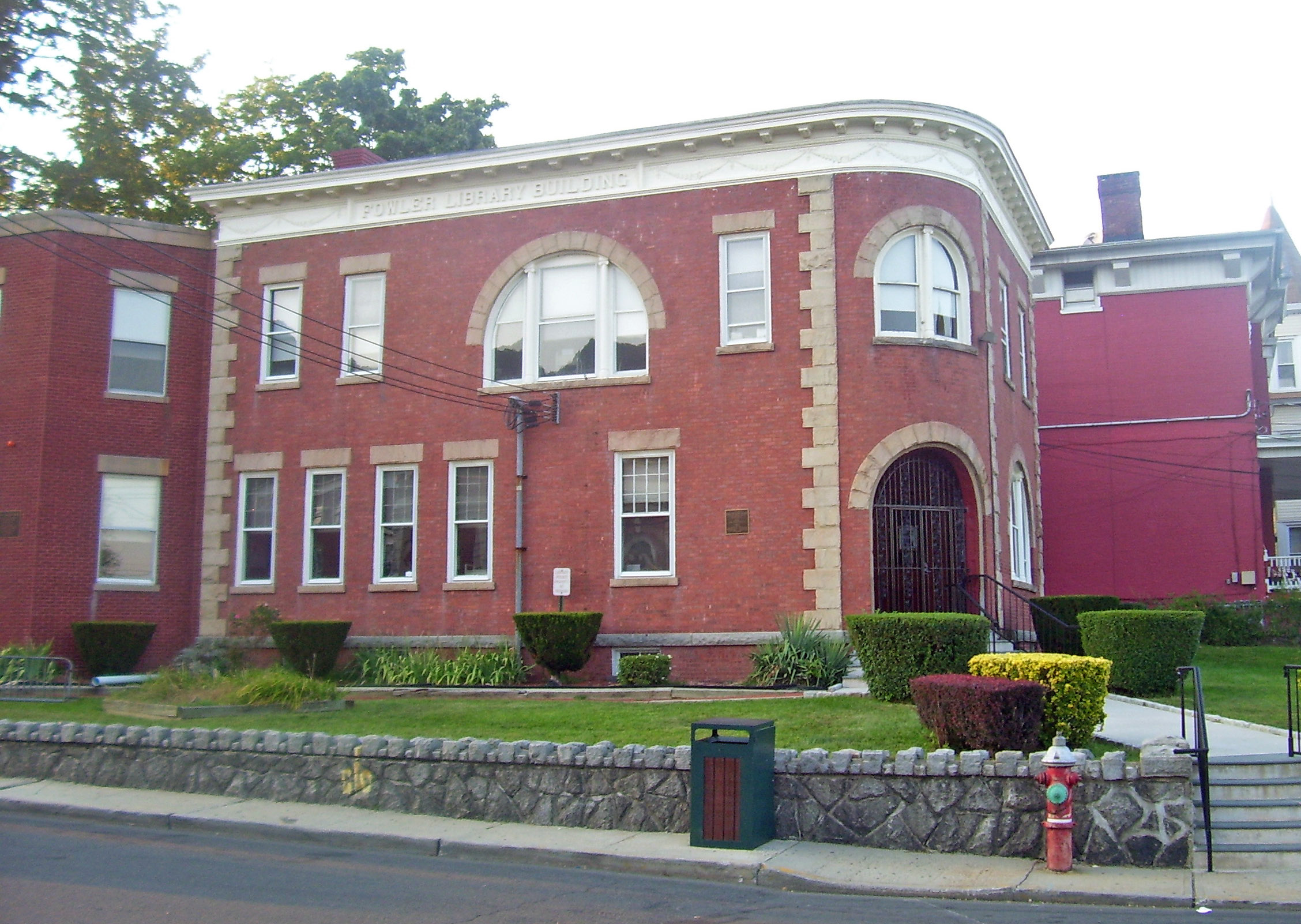
Kings Daughters Public Library
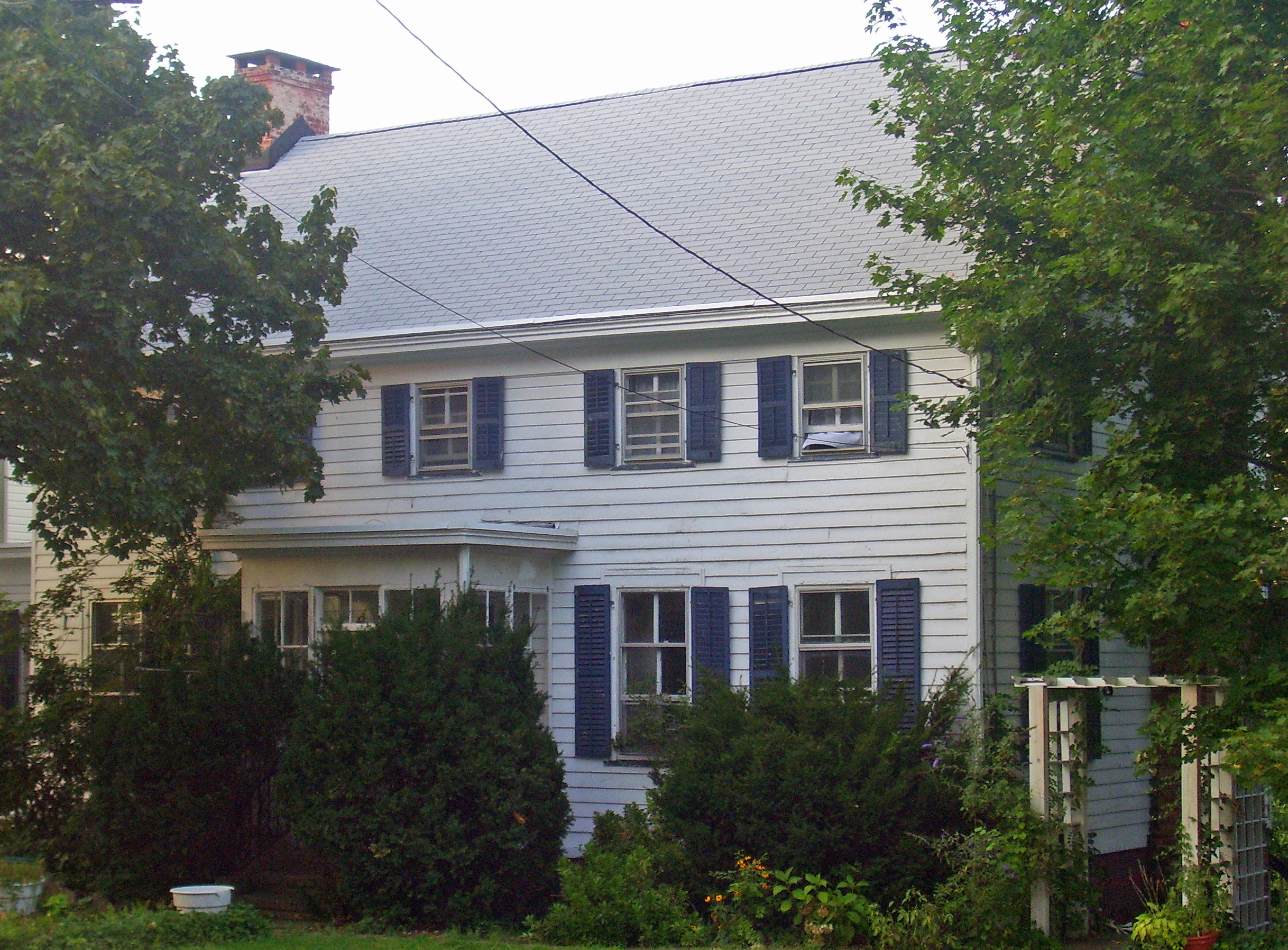
The Homestead

## Demografische Daten
Im Jahr 2012 wurde eine Einwohnerzahl von 12.037 Personen ermittelt, was einer Zunahme um 19,0 % gegenüber 2000 entspricht. Das Durchschnittsalter lag 2012 mit 32,5 Jahren deutlich unterhalb des Wertes von New York, der 40,7 Jahre betrug. Mit 57,5 % stellen die Hispanics die größte Bevölkerungsgruppe.

## Persönlichkeiten der Stadt
- Walter S. Gurnee (1813–1903), Politiker
- Ray Heindorf (1908–1980), Liedtexter, Komponist, Dirigent und Bearbeiter
- Abram Hewitt (1822–1903), Politiker
- Scott Stanford (* 1966), Nachrichtensprecher und Sportkommentator
- Das Grab von Lotte Lenya (1898–1981) und ihrem Ehemann Kurt Weill (1900–1950) befindet sich auf dem Mount Repose Cemetery.[4]